# Solo Sikoa
Joseph Yokozuna Fatu, meglio conosciuto con il ring name Solo Sikoa (Sacramento, 18 marzo 1993), è un wrestler statunitense sotto contratto con la WWE.
In carriera ha detenuto una volta ciascuno il WWE United States Championship e l'NXT North American Championship.

## Carriera

### Circuito indipendente (2018–2021)
Il 29 aprile 2018, Fatu ha fatto il suo debutto con il ring name "Sefa Fatu" e ha regolarmente collaborato con i suoi cugini Jacob Fatu e Journey Fatu. Il 25 gennaio 2019, ha vinto il FSW Nevada State Championship, mantenendo la cintura per 149 giorni fino alla sconfitta con Hammerstone.
Nell'agosto del 2019 ha sconfitto Watson vincendo il titolo dei pesi massimi dell'Arizona Wrestling Federation e ha detenuto la cintura per 418 giorni.

### WWE (2021–presente)

#### NXT(2021–2022)
Nel 2021 firmò con la WWE, venendo mandato al Performance Center per allenarsi. Nella puntata di NXT 2.0 del 2 novembre, con il ring name "Solo Sikoa", esordì sconfiggendo Jeet Rama. Successivamente,  trionfò su diversi avversari sia ad NXT 2.0 che a 205 Live come Andre Chase, Edris Enofé, Malik Blade, Ru Feng e Santos Escobar, ed ebbe una piccola faida con Boa, da cui ne uscì vincitore il 25 gennaio dopo aver vinto un no disqualification falls count anywhere match. Subì la sua prima sconfitta il 1º marzo, ad NXT 2.0 contro Gunther.
Nella puntata di NXT 2.0 del 22 marzo superò Roderick Strong, qualificandosi al ladder match con in palio l'NXT North American Championship a NXT Stand & Deliver che comprendeva anche il campione Carmelo Hayes, Cameron Grimes, Grayson Waller e Santos Escobar, ma il match venne vinto da Grimes. Nella puntata di NXT 2.0 del 12 aprile affrontò Cameron Grimes per l'NXT North American Championship ma, a causa della distrazione di Trick Williams, venne sconfitto. Nella puntata speciale NXT Spring Breakin' del 3 maggio, prese parte ad un triple threat match per l'NXT North American Championship che comprendeva anche il campione Cameron Grimes e Carmelo Hayes ma il match vide il trionfo del primo. Il 2 agosto, si infortunò al ginocchio e dovette restare per un po' di tempo fuori dalle scene.

#### The Bloodline (2022–2024)
Fece il suo debutto a sorpresa nel main roster, come membro del roster di SmackDown, il 3 settembre, a Clash at the Castle, favorendo il cugino Roman Reigns durante il suo match contro Drew McIntyre, in cui mantenne l'Undisputed WWE Universal Championship. Si unì di conseguenza alla Bloodline (la stable formata da Reigns, gli Usos e Sami Zayn), e combatté il suo primo match a SmackDown nella puntata del 9 settembre dove sconfisse Drew McIntyre per squalifica a causa dell'intervento di Karrion Kross (che attaccò McIntyre). Nella puntata speciale NXT 2.0 One Year Anniversary Show del 13 settembre Sikoa sconfisse Carmelo Hayes conquistando l'NXT North American Championship. Nella puntata di SmackDown del 16 settembre difese il titolo nordamericano di NXT contro Madcap Moss. Nella puntata di NXT del 20 settembre dovette rinunciare al titolo su decisione di Shawn Michaels dato che lo stesso Sikoa non era previsto nel match in cui vinse il titolo e in seguito lasciò ufficialmente il roster di NXT.
Nella puntata di SmackDown del 14 ottobre prese parte ad un fatal 4-way match che comprendeva anche Rey Mysterio, Ricochet e Sheamus per determinare lo sfidante all'Intercontinental Championship di Gunther ma il match venne vinto da Mysterio. Il 26 novembre, a Survivor Series WarGames, Sikoa, Sami Zayn, Roman Reigns e gli Usos sconfissero Drew McIntyre, Kevin Owens e i Brawling Brutes in un wargames match. Nella puntata di Raw del 27 marzo venne sconfitto da Cody Rhodes, subendo la prima sconfitta per schienamento nel main roster. Il 6 maggio, a Backlash, Sikoa e gli Usos prevalsero su Kevin Owens, Sami Zayn e Matt Riddle. Il 27 maggio, a Night of Champions, Sikoa e Roman Reigns affrontarono Kevin Owens e Sami Zayn per l'Undisputed WWE Tag Team Championship ma, a causa dell'intervento degli Usos, vennero sconfitti. Il 1º luglio, a Money in the Bank, Sikoa e Roman Reigns vennero sconfitti dagli Usos dopo un lungo e sofferto incontro. Il 7 ottobre, a Fastlane, Sikoa e Jimmy Uso vennero sconfitti da John Cena e LA Knight. Il 4 novembre, a Crown Jewel, ebbe la meglio su John Cena. Nella seconda serata di WrestleMania XL, durante il mach tra Reigns e Rhodes, Solo provò a intervertire ma fu fermato da John Cena e il Tribal Chief perse il titolo.
Nei mesi successivi a WrestleMania, vista l'assenza di Roman Reigns, Solo si autonominò leader della Bloodline, cacciò dalla stable Jimmy Uso e reclutò al suo posto Tama Tonga, Tonga Loa e Jacob Fatu. Nella puntata di SmackDown del 28 giugno, Solo si autoproclamò Tribal Chief ed esclude dalla stable anche Paul Heyman. A Money in the Bank insieme a Tama Tonga e Jacob Fatu sconfiggono Randy Orton, Kevin Owens e Cody Rhodes in un six-man tag team match. Dopo questa vittoria Sikoa ottenne un mach per il WWE Championship e il WWE Universal Championship di Rhodes a SummerSlam il 3 agosto, ma anche grazie al ritorno di Roman Reigns non riesce a vincere la cintura.
Nelle puntare seguenti di SmackDown, grazie al sopporto della Bloodline attaccò e mise al tappeto Reigns e conservare il ruolo di Tribal Chief. Nella puntata del 13 settembre sfida nuovamente Rhodes in un steel cage match, ma ne usci sconfitto. Dopo il mach insieme agli altri membri della Bloodline hanno attaccato l'American Nightmare, a soccorso del campione arriva Roman Reigns. Il 5 ottobre, a Bad Blood, venne sconfitto da Rhodes e Reigns in un tag team match insieme a Jacob Fatu, anche per colpa del ritorno di Jimmy Uso.

## Vita privata
Fatu è il figlio di Rikishi ed è inoltre fratello degli Usos, oltre che nipote di Umaga e di secondo grado di The Rock. È inoltre cugino di secondo grado di Roman Reigns e Rosey oltre che parente di Yokozuna.

## Personaggio

### Mosse finali
- Samoan Spike (Throat thrust) – 2022–presente
- Spinning Solo (Spinning Uranage) – 2022–2023
- Samoan splash
- Savate kick

### Soprannomi
- "The Enforcer of the Bloodline"
- "The Problem Solver"
- "The Street Champ"

## Titoli e riconoscimenti
- Arizona Wrestling Federation
  - AWF Heavyweight Championship (1)[34]
- ESPN
  - Best Storyline of the Year (2022) - come membro della Bloodline e Sami Zayn[35]
- Future Stars of Wrestling
  - FSW Nevada State Championship (1)[36]
- New York Post
  - Storyline of the Year (2022) - come membro della Bloodline e Sami Zayn[37]
- Pro Wrestling Illustrated
  - 401° tra i 500 migliori wrestler singoli nella PWI 500 (2022)[38]
  - 38° tra i 500 migliori wrestler singoli nella PWI 500 (2023)[39]
  - 66º tra i 500 migliori wrestler singoli nella PWI 500 (2024)[40]
- WWE
  - NXT North American Championship (1)[41]
  - WWE United States Championship (1)[42]

## Filmografia
- Destroyer, regia di Karyn Kusama (2018)